# Septembre 1833

## Événements

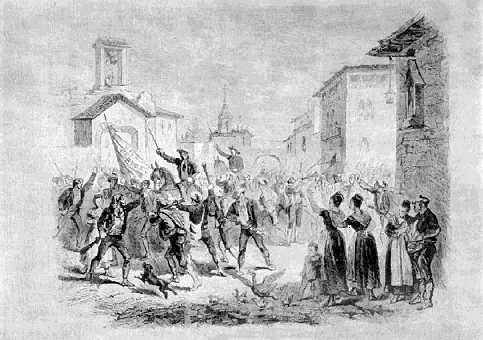
29 septembre : crise de succession d'Espagne (1833-1846)

- Réorganisation de l’Église grecque, qui devient indépendante de Constantinople. Une ordonnance royale supprime les quatre cinquièmes des monastères et impose les revenus et les biens ecclésiastiques. En affaiblissant la puissance politique et économique de l’Église, l’ordonnance royale soulève la protestation de l’épiscopat qui se constitue en synode indépendant.

- 1er septembre : Victor Hugo termine Marie Tudor, mais avec un autre dénouement. Il publie dans L’Europe littéraire des fragments du Journal d'un Jeune Jacobite.

- 3 septembre :
  - Chateaubriand quitte Paris pour Venise, puis Prague, en mission pour la duchesse de Berry. Il joue les bons offices entre Charles X et sa belle-fille la duchesse de Berry.
  - Publication du Médecin de campagne de Balzac.

- 9 septembre : ouverture à Mnichovo Hradiště, en Bohême, de la Conférence de Münchengrätz : la Prusse, la Russie et l’Autriche s’entendent pour lutter de concert contre les mouvements révolutionnaires. Elles décident d’intervenir militairement afin de maintenir le Grand-Duché de Luxembourg dans le cadre de la Confédération germanique.

- 19 septembre :
  - Convention de Münchengrätz entre la Russie et l’Autriche : garantie mutuelle de leurs territoires polonais.
  - Dans L'Europe littéraire, Victor Hugo publie des fragments du Journal d'un révolutionnaire de 1830.

- 20 septembre : à Prague, célébration de la majorité du duc de Bordeaux, qui vient d’avoir 14 ans.

- 29 septembre :  crise de succession en Espagne  : Début du règne d'Isabelle II d'Espagne à la mort de Ferdinand VII d'Espagne (fin en 1868).
  - La loi salique ayant été abolie, la reine Marie-Christine est proclamée régente de sa fille Isabelle II, âgée de trois ans. Elle est soutenue par les libéraux et les centralistes (modérés de Martínez de la Rosa ou progressistes de Baldomero Espartero).
  - Le frère cadet de Ferdinand VII, Charles (don Carlos), invoque la loi salique pour revendiquer la couronne (carlisme).

## Décès
- 11 septembre : Félix Auvray, peintre, écrivain et caricaturiste français (° 31 mars 1800).